# Maltese Falcon

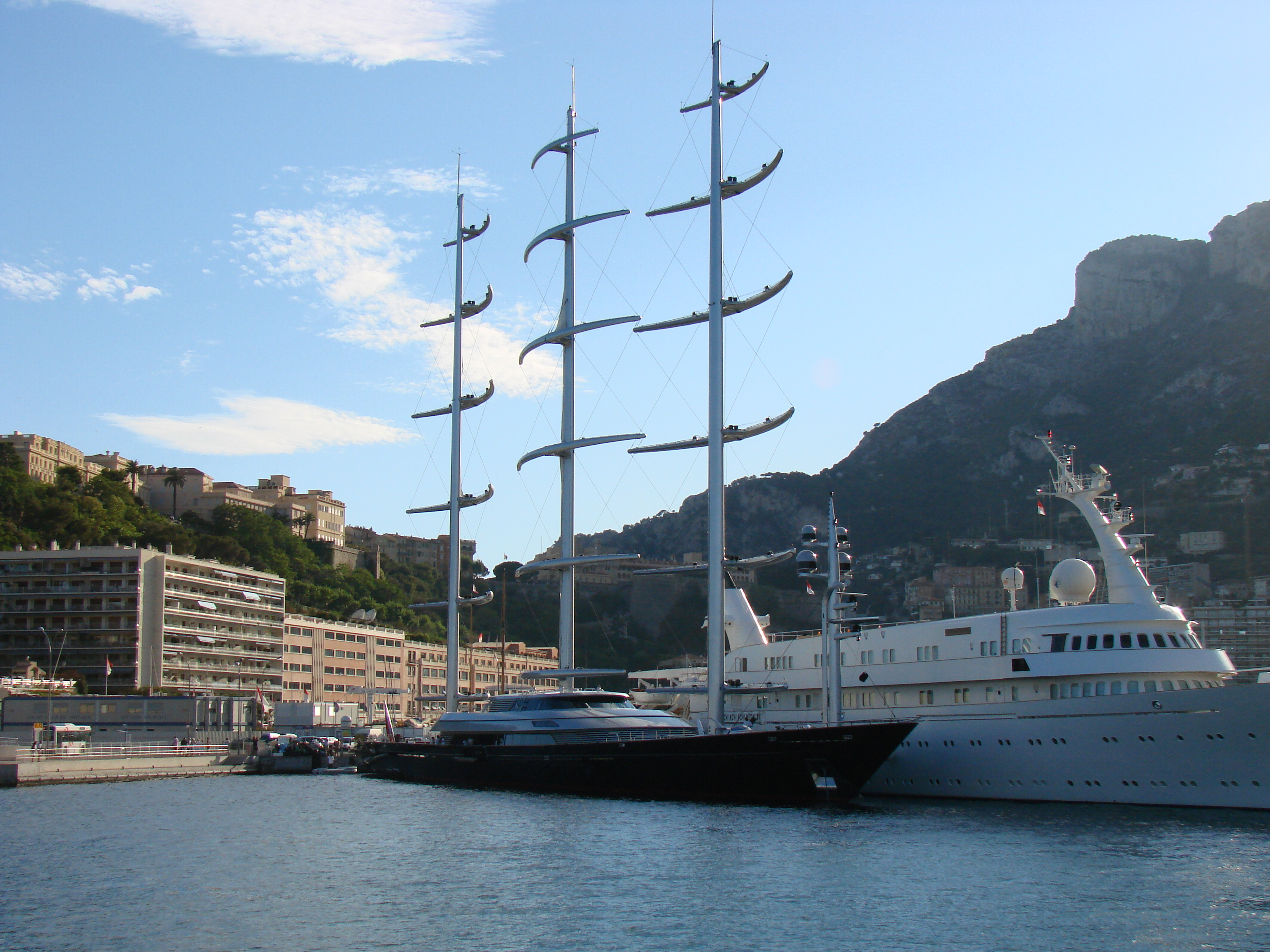
El Maltese Falcon.

El Maltese Falcon (Halcón Maltés) es un velero construido por el astillero italiano Perini Navi. Se trata del velero más grande utilizable actualmente. Sus medidas principales son 88 metros de eslora y 12,6 de manga, y su velamen tiene una superficie total de 2400 metros cuadrados. El impulso viene dado por tres mástiles y quince velas, lo que haría necesaria la fuerza de varias personas para maniobrar un velamen de semejante magnitud, pero el velero cuenta con la tecnología necesaria para automatizar todo el proceso (velas autoportantes), ya que las velas son guiadas por cuatro motores que las despliegan en menos de seis minutos.
La velocidad máxima que puede alcanzar es de 24,9 nudos.